# Jorge Altamira
José Saul Wermus, mais conhecido como Jorge Altamira, ( Buenos Aires, 14 de abril de 1942) é um político trotskista argentino, membro fundador e líder do Partido Obrero (PO).
Participou do movimento operário e das greves muito jovem. Em 1964 fundou a revista Política Obrera, que mais tarde transformou-se em uma organização política com o mesmo nome e que em 1982 transformou-se no Partido Obrero.
Em 2000, foi eleito deputado da cidade de Buenos Aires, onde atuou até 2004. Tomou a iniciativa de várias leis a favor da classe trabalhadora: entre outros, o que estabeleceu uma jornada diária de seis horas aos trabalhadores do metrô, os relacionados com a desapropriação de várias fábricas recuperadas, uma lei de saúde contra a crise em 2001, e uma lei de salário mínimo igual ao custo da cesta-básica (Agosto de 2000) .
Altamira é um orador freqüente em vários fóruns e universidades estrangeiras, como a Universidade de São Paulo e a de Barcelona . É poliglota: fala francês, inglês, italiano e português, além da sua língua materna, o castelhano . Domina também o idish e o hebraico, aprendido durante seu tempo no Seminário de Professores AMIA nos anos cinquenta. Ele é irmão do jornalista e analista econômico Natalio Wermus (mais conhecido como Ismael Bermudez) e conselheiro político do influente Philip Wermus (também chamado de Luis Favre).
Foi várias vezes candidato a Presidente da Argentina e a deputado nacional. Nas presidenciais de 1989 obteve 45.762 votos: 0,27% , ; em 1995 obteve 32.395 votos, 0,19% ; em 1999 obteve 113.916 votos, 0,60%  e em 2003 obteve  139.399 votos, 0,72% . Em 2011, ele foi indicado pela quinta vez, desta vez pela Frente de Izquierda y de los Trabajadores (Frente de Esquerda e dos Trabalhadores), uma aliança eleitoral entre o PO, o Partido de los Trabajadores Socialistas (PTS), e a Izquierda Socialista para as eleições de outubro 2011 , superando os 1,5% dos votos válidos nas eleições primárias obrigatórias de 14 de Agosto de 2011. Na classificação geral ficou em sexto com 2,31% (497.082 votos) .